# Fighting Force
Fighting Force è un videogioco del 1997 sviluppato da Core Design e pubblicato da Eidos Interactive per PlayStation e Microsoft Windows. Distribuito in Giappone con il titolo Metal Fist (メタルフィスト?, Metaru Fisuto), il gioco ha ricevuto una conversione per Nintendo 64 denominata Fighting Force 64. Del videogioco è stato realizzato un seguito, Fighting Force 2.
Fighting Force è stato inoltre distribuito per PlayStation 3 e PlayStation Portable tramite PlayStation Network, disponibile in Europa dal settembre 2011.

## Modalità di gioco
Fighting Force è un picchiaduro tridimensionale dal gameplay simile a Final Fight e Double Dragon in cui è possibile utilizzare quattro diversi personaggi.

## Sviluppo
Fighting Force era stato originariamente concepito come un gioco della serie Streets of Rage per Sega Saturn con il titolo provvisorio di Judgement Force.